# Chalcophaps indica
La palomita esmeralda dorsiverde, paloma esmeralda cabecigrís,  palomita esmeralda verde o palomita dorso verde (Chalcophaps indica) es una especie ave columbiforme de la familia Columbidae, que habita en el sur de Asia y Oceanía, desde el subcontinente indio hasta Australia. Es el ave símbolo del estado indio de Tamil Nadu.

## Descripción
La palomita esmeralda común es una paloma rechoncha de mediana talla, típicamente de 23 a 28 centímetros de longitud. La espalda y las alas son de un color verde esmeralda brillante. Las plumas de vuelo y la cola son negruzcas, y se muestran barras amplias blancas y negras en la espalda baja durante el vuelo. La cabeza y las partes inferiores son de color rosa vino oscuro (en chrysochlora, más cafés en longirostris), desapareciendo a grisáceo en la parte baja del abdomen. Los ojos son café oscuro, el pico rojo brillante y las piernas y patas son rojizas.
El macho tiene una mancha blanca en el borde de los hombros y una corona gris, de la cual carecen las hembras. Las hembras tienden a tener una complexión más café con una marca gris en el hombro. Las aves inmaduras asemejan a las hembras pero tienen vieiras de color marrón en el plumaje de su cuerpo y alas.
Su vuelo es rápido y directo, con batidos regulares y un latigazo agudo ocasional de las alas los cuales son característicos de las palomas en general. Ocasionalmente vuela bajo entre las zonas del bosque denso si lo prefiere, pero cuando es molestada frecuentemente se alejará en vez de volar. Son particularmente buenos tejedores cuando vuelan a través de los bosques. Al volar exponen un inferior de las alas color beige y un color castaño de sus plumas.

## Distribución y hábitat
Se extiende por las regiones tropicales y subtropicales desde el subcontinente indio y al este a través de Birmania, Tailandia, Malasia e Indonesia, hasta el norte y el este de Australia. 
Tiene varias subespecies, tres de ellas residen en Australia: longirostris desde la región de Kimberly, Australia hasta la Península del Cabo York; chrysochlora desde la península del Cabo York hasta la sureña Nueva Gales del Sur así como la Isla Norfolk y la Isla de Lord Howe; y natalis de la Isla de Navidad.
Esta es una especie común en la selva y bosques húmedos densos similares, granjas, jardines, manglares y brezales costeros. Construye un nido de ramas escasas en un árbol de hasta cinco metros y pone dos huevos color crema. La época de cría suele producirse en la primavera de Australia o a principios del verano en Australia suroriental y más tarde en la estación seca en el norte de Australia.

## Comportamiento
Las palomas esmeraldas generalmente se encuentran solas, en pares o en pequeños grupos. Son una especie sedentaria y bastante terrestres, con frecuencia buscan frutos caídos en el suelo y pasan poco tiempo en los árboles, excepto cuando están descansando. Comen semillas y frutos de una amplia variedad de plantas. Normalmente son aves mansas y accesibles.
Su llamado es un bajo gemido arrullador suave que consiste entre seis y siete arrullos que inician en voz baja y en ascenso. También tienen un llamado "ju-ju-jun" nasal. Los machos realizan una danza bamboleante durante el cortejo.

## Galería

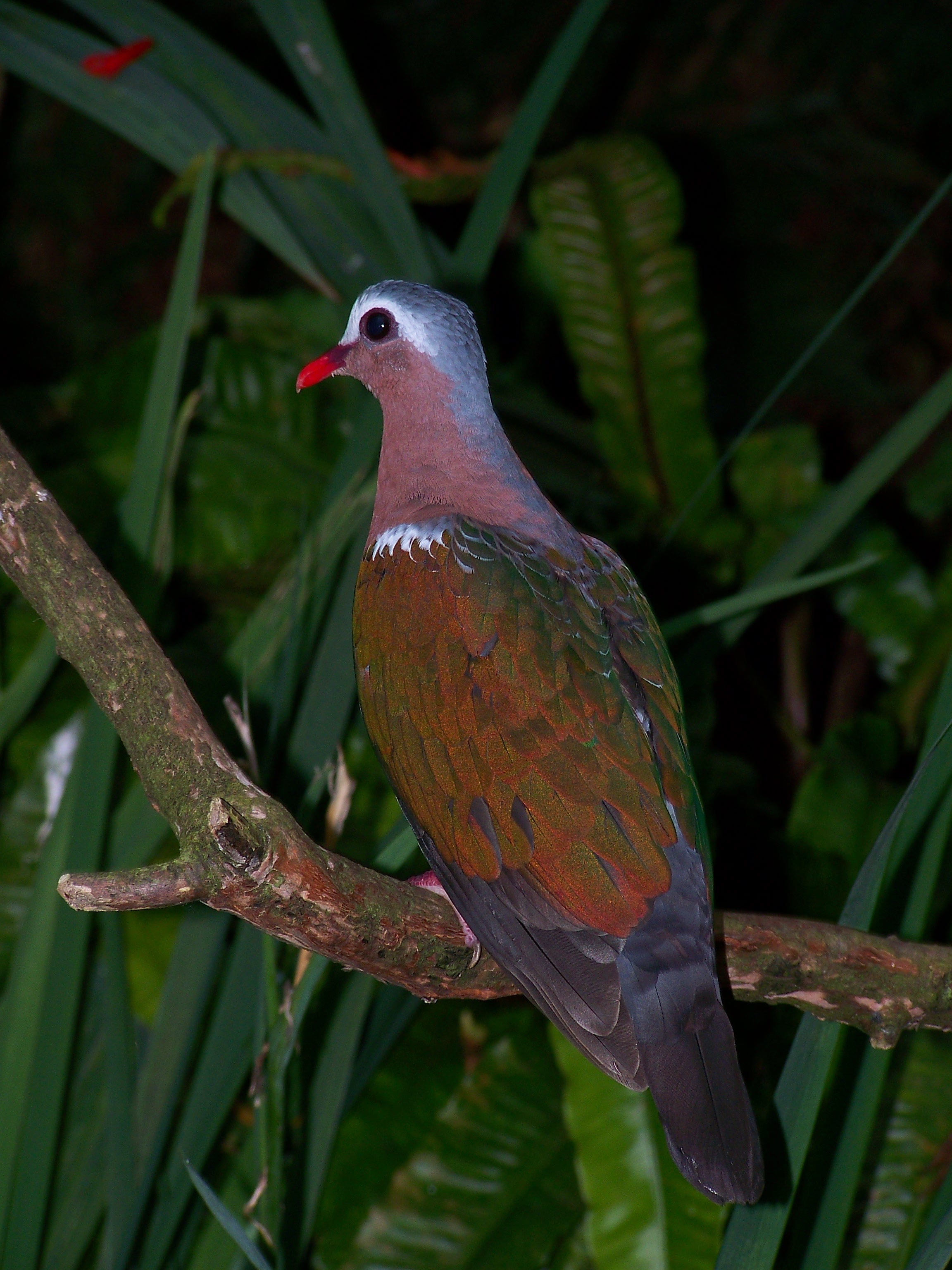
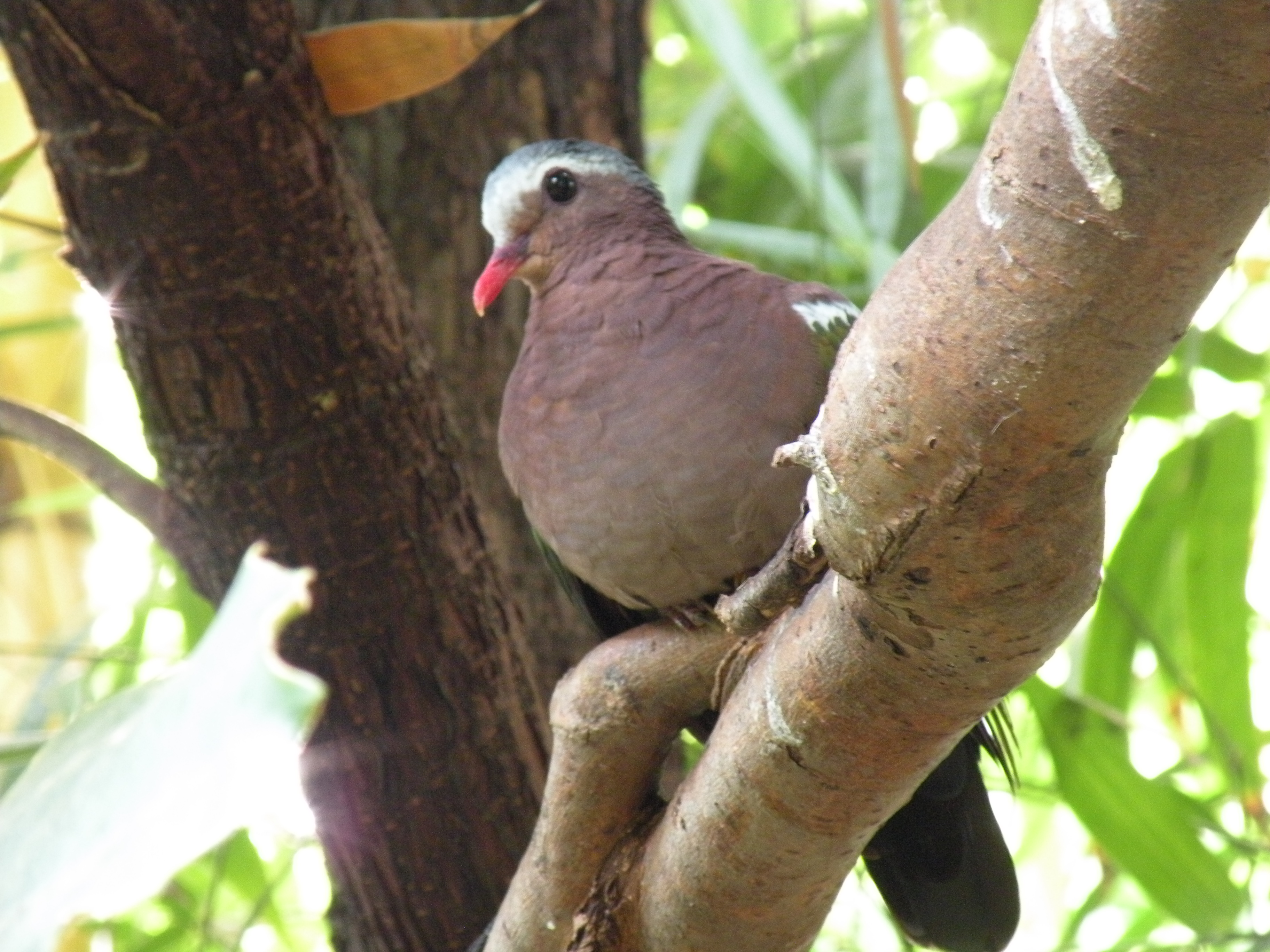
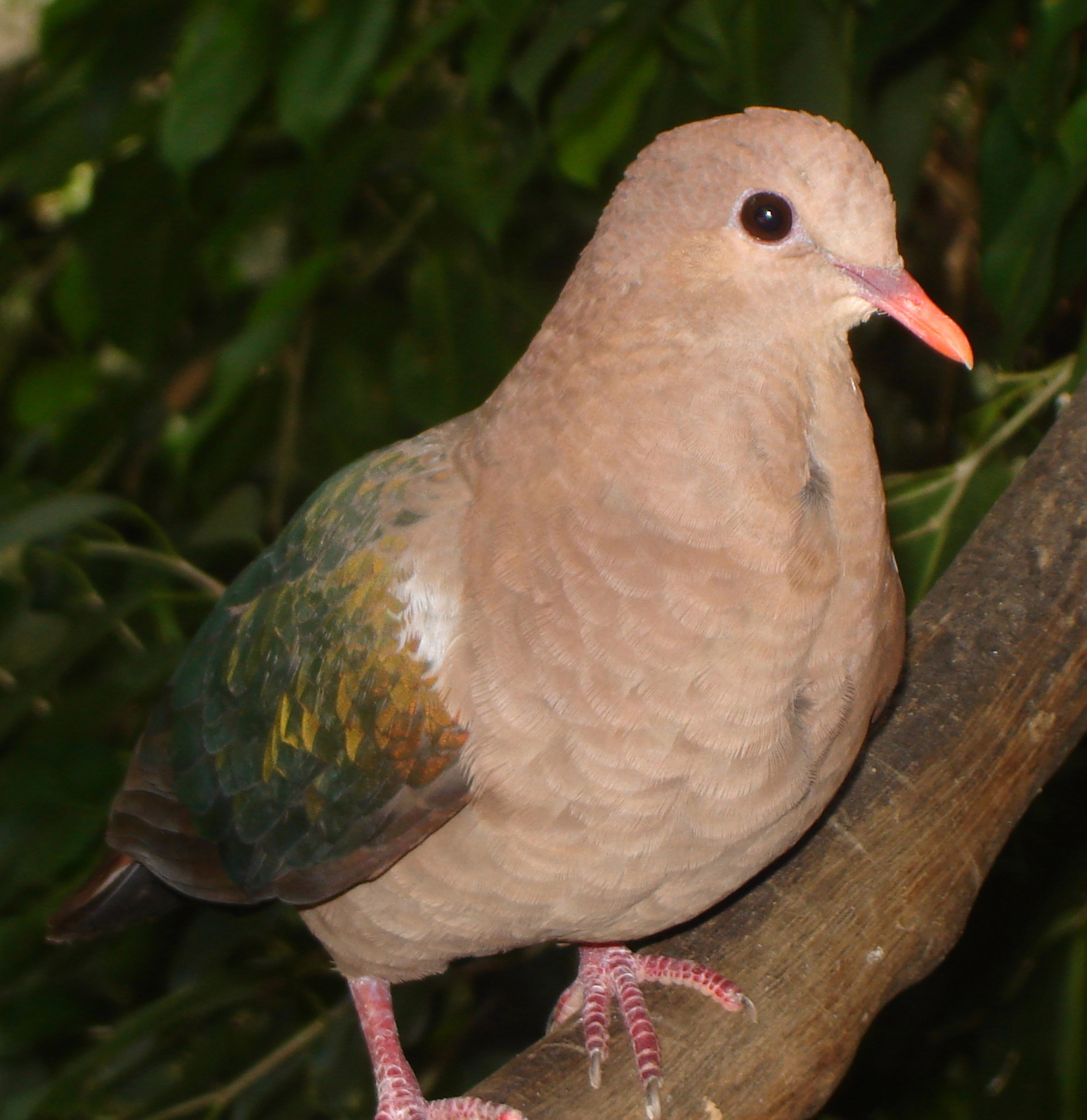
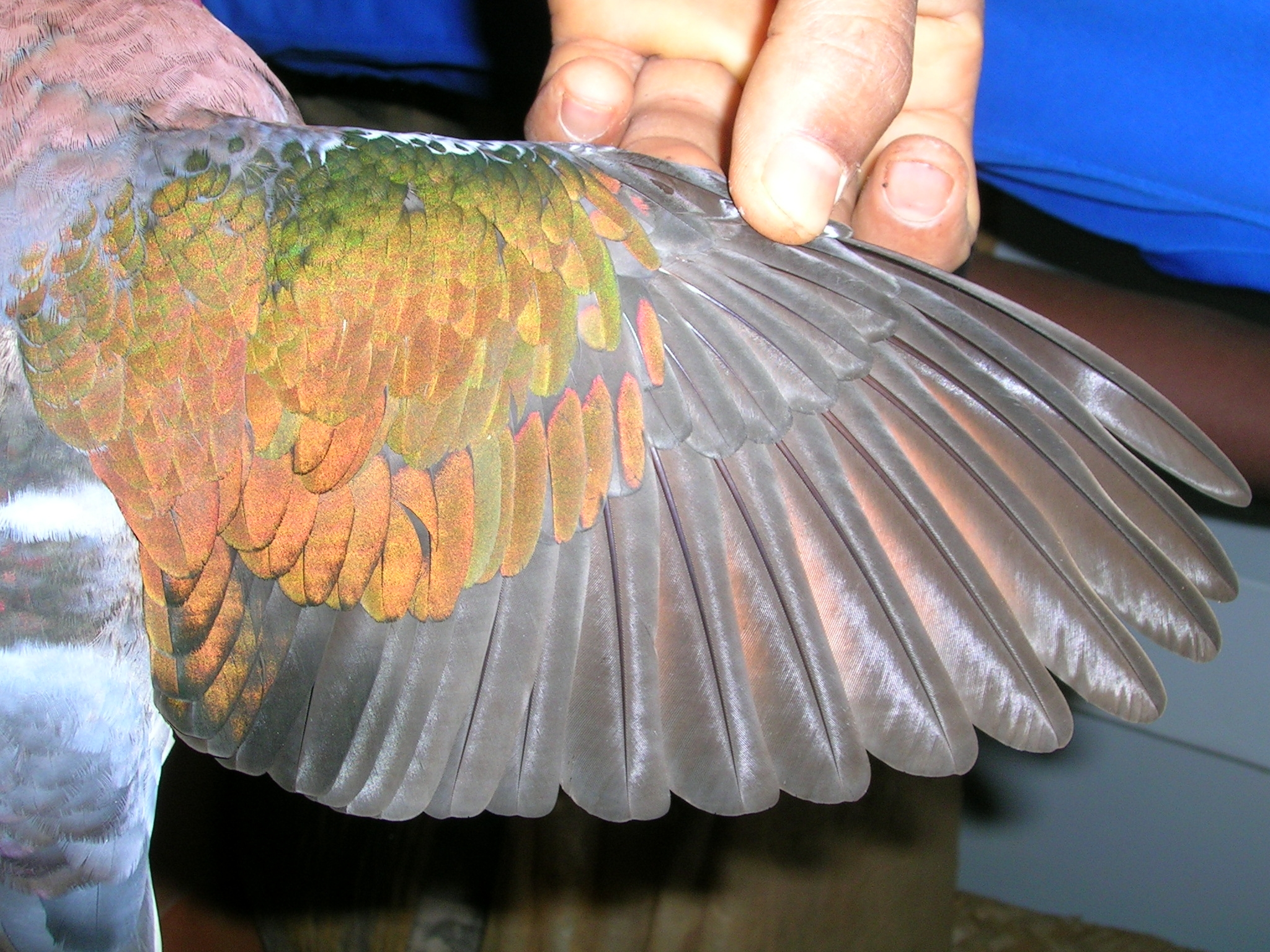
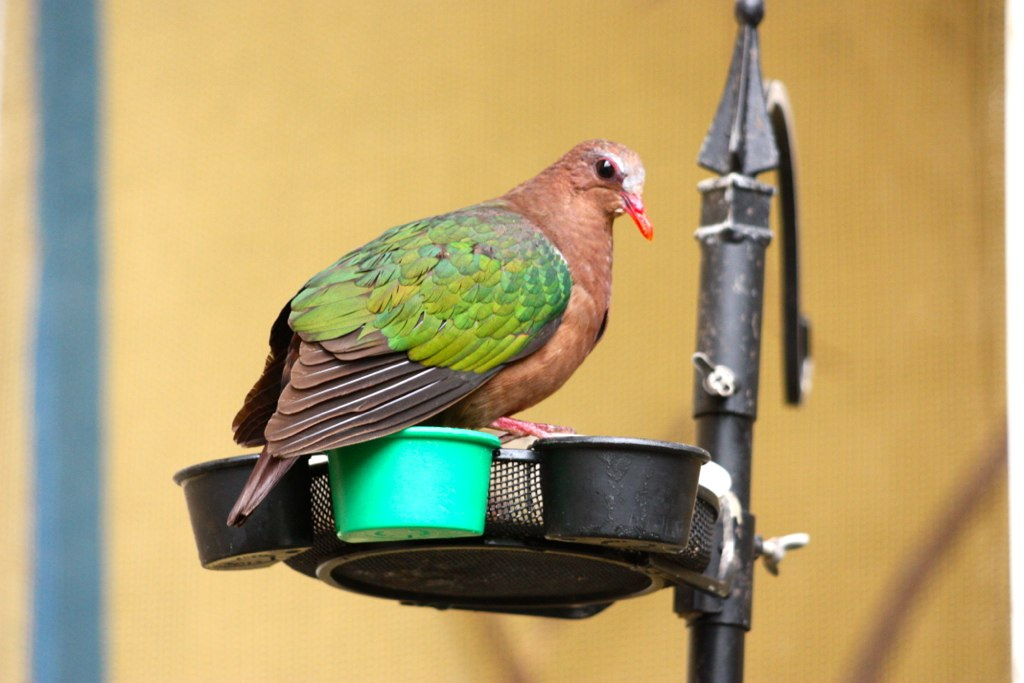
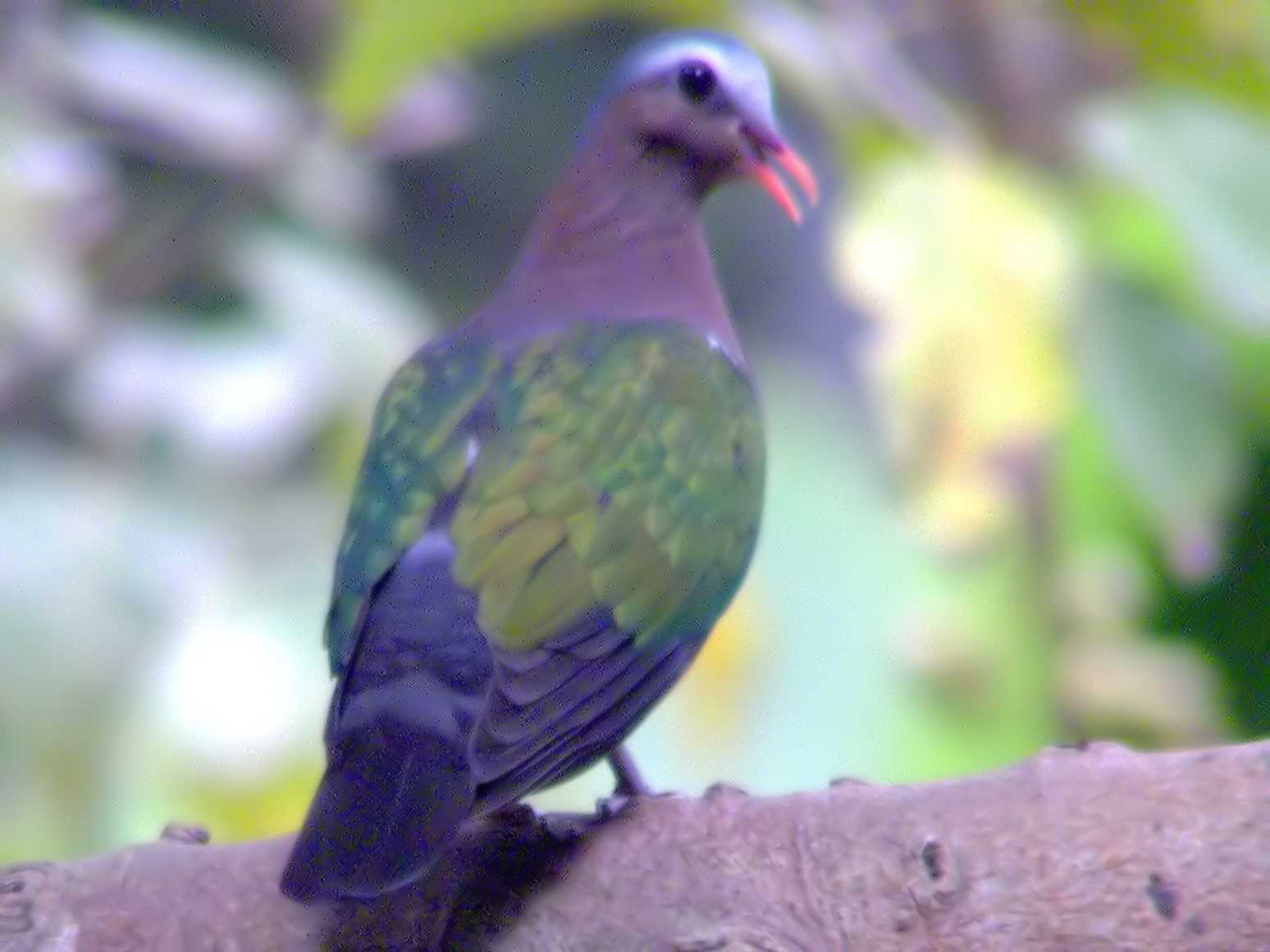
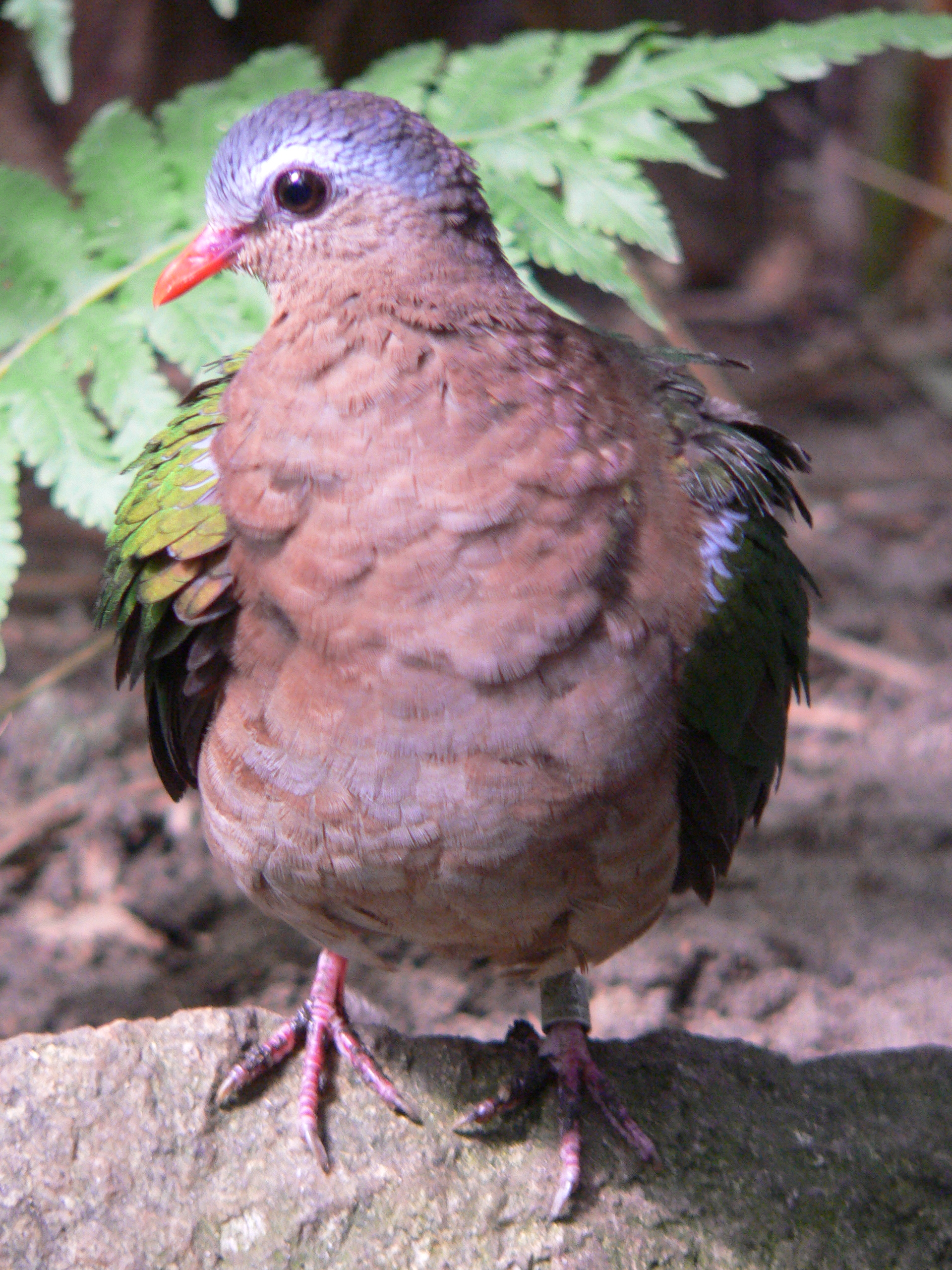
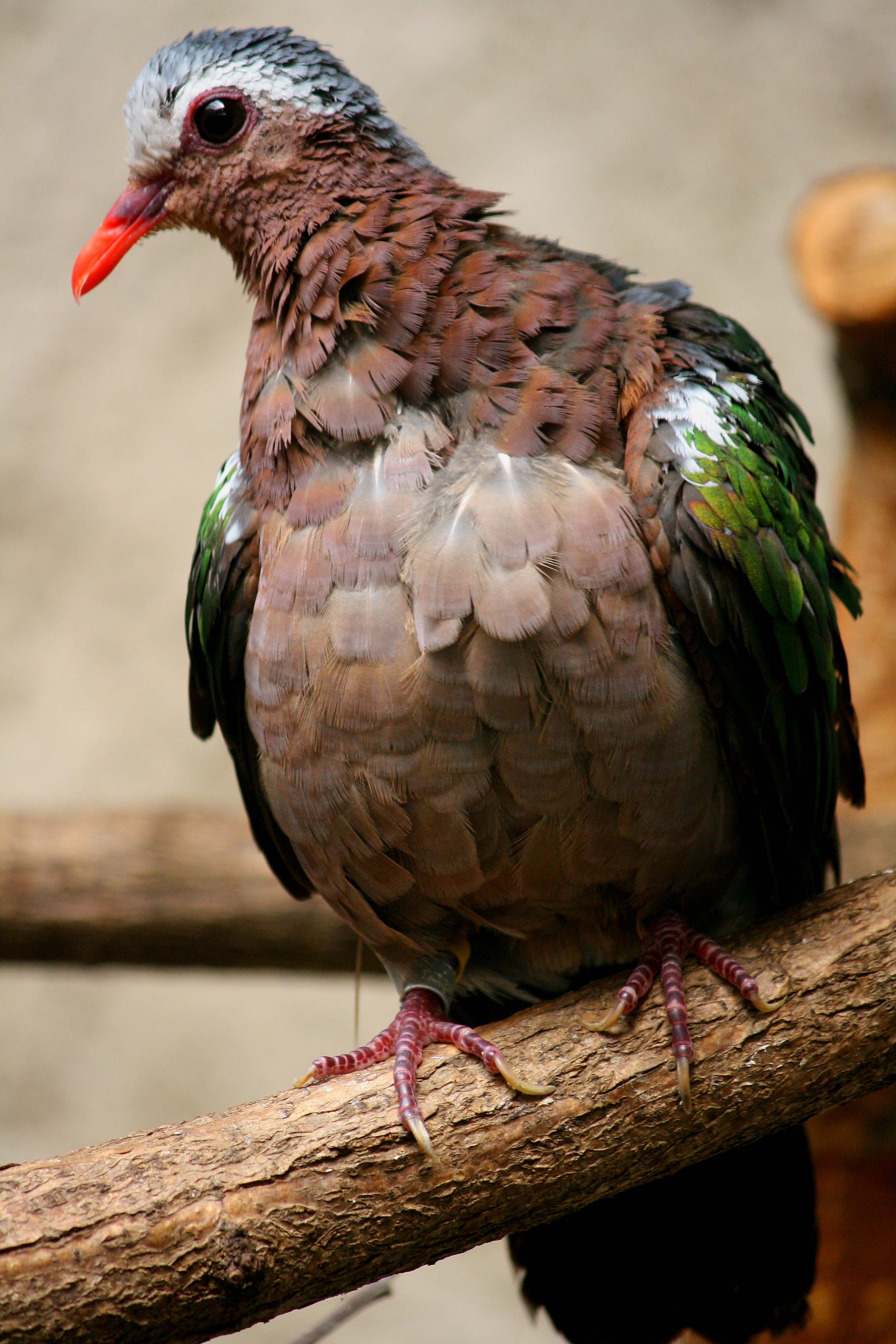
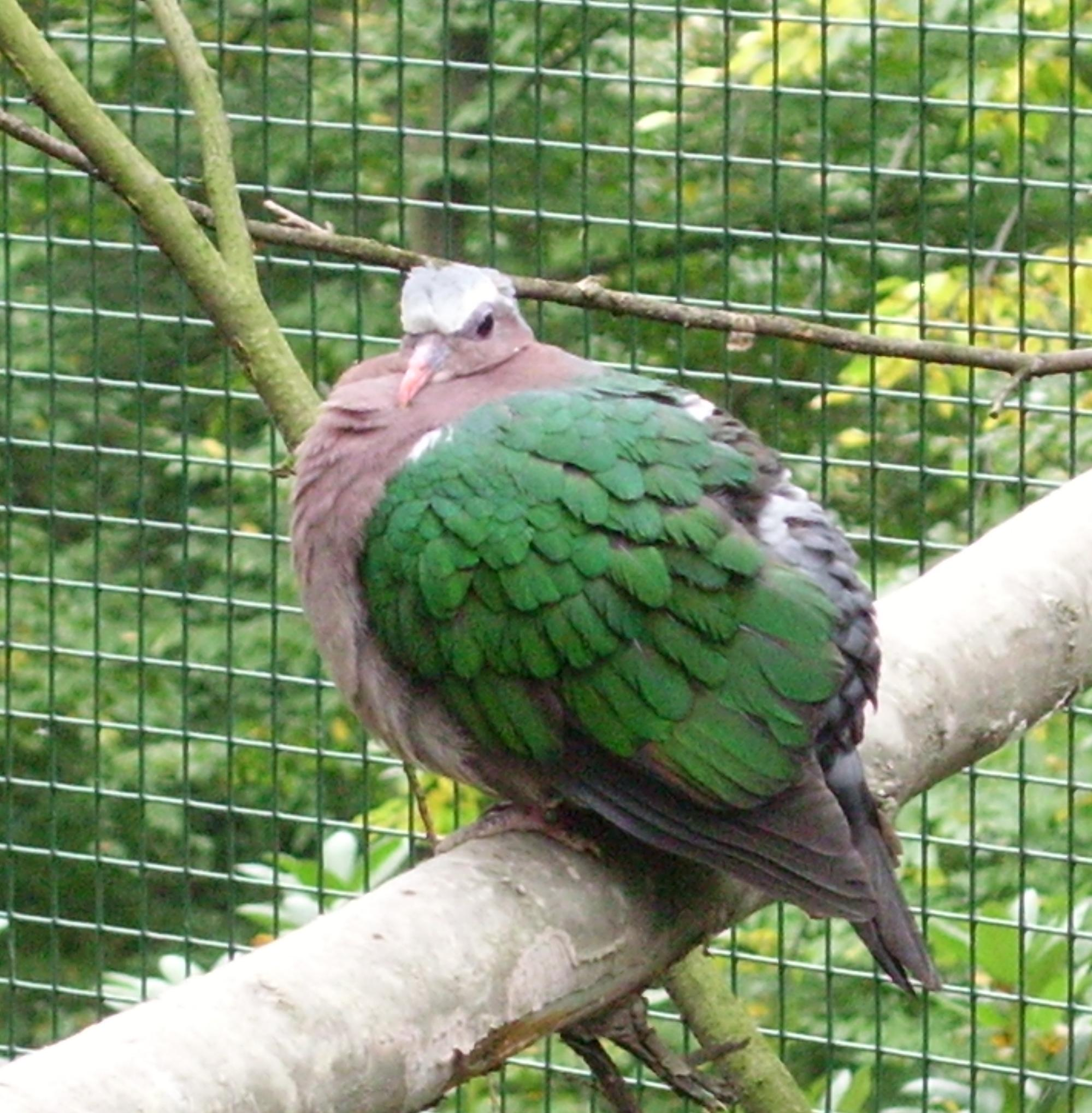